# 貞治
貞治是日本南北朝時期，北朝使用的年號之一。於康安之後，應安之前，即1362年10月11日至1368年3月7日這段期間，此時的北朝天皇是後光嚴天皇，南朝為後村上天皇，室町幕府的將軍是足利義詮，足利義満。

## 改元
- 康安二年九月二十三日（1362年10月11日）因京都大火而改元貞治
- 貞治七年二月十八日（1368年3月7日）改元應安

## 出處
- 出自《易經》巽卦：「利武人之貞，志治也。」

## 紀年、西曆、干支對照表
| 貞治       | 元年       | 二年       | 三年       | 四年       | 五年         | 六年         | 七年         |
| 南朝年號   | 正平十七年 | 正平十八年 | 正平十九年 | 正平二十年 | 正平二十一年 | 正平二十二年 | 正平二十三年 |
| 儒略曆日期 | 1362年     | 1363年     | 1364年     | 1365年     | 1366年       | 1367年       | 1368年       |
| 干支       | 壬寅       | 癸卯       | 甲辰       | 乙巳       | 丙午         | 丁未         | 戊申         |